# 윤립
윤립(尹立, ? ~ ?)은 전한 말기의 관료로, 거록군 양씨현(陽氏縣) 사람이다. 집금오 윤상의 맏아들이다.

## 행적
경조윤을 지냈으며, 위엄이 있고 다스리기를 잘하여 명성을 떨쳤다.
윤립은 《한서》 권19의 역대 경조윤 명단에서 누락되어 있기 때문에, 정확한 재임시기는 알 수 없다.

## 출전
- 반고, 《한서》 권90 혹리전(酷吏傳)

| 전임 (불명) | 전한의 경조윤 | 후임 (불명) |